# 算数チャチャチャ
「算数チャチャチャ」（さんすうチャチャチャ）は、日本の歌。作詞・作曲:山口和義。NHKの番組『あなたのメロディー』の入選曲で、1973年6月から、NHKの歌番組『みんなのうた』で放送された。 

## 概要
『あなたのメロディー』ではペギー葉山、『みんなのうた』ではペギー葉山&ヤング101によって歌われた。『みんなのうた』での映像は、当時の最先端技術を使用したスキャニメイトアニメーションであった。
作詞・作曲を担当したのは山口和義。歌詞の全てで、数学の問題の解法を説明する。題名は算数でありながら、内容的には現在の日本の数学教育では高等学校で扱う内容（平方根を含む分数の有理化、三角関数）となっており、明らかに数学である。したがって小学生には意味がわからないと思われるにもかかわらず、小学生にも広く浸透した。楽曲はチャチャのリズムが用いられ、「チャチャチャ」という歌詞が合いの手風に挿入される。なお、葉山が平然とこれを歌うので、NHKエンタープライズの川島龍彦が彼女に「よくすらすら解けますね」と尋ねたところ「バカねぇ、わたしにできるわけないじゃない」と言われた、とのエピソードがある。
1973年放送後も、人気が高く、2002年にはラジオで再放送を、2006年9月1日には『お元気ですか日本列島』内リクエストで、2006年・2007年の12月31日には『きょうは一日“みんなのうた”三昧』内リクエストで、それぞれ放送された。そして2010年、2016年、2021年には、久々に地上波定時番組でも再放送された。なお2000年代以降のテレビでの再放送は、画面両脇にサイドパネルを添えているものの、映像はデジタルリマスター化されず、歌詞・歌手名のテロップはニュープリント化されてない。
なお、『みんなのうた』では、尺（放送時間）の都合上1・2番のみを放送している。CD収録では、3番まで含まれる場合もある。
特撮テレビ番組『ウルトラマンレオ』の第35話「おいらは怪獣大将だ!」にて、BGMとしてメロディーが使われている。

## 歌詞の内容
以下、歌詞の内容を数学の問題と解法の形に再構成して説明する。
- 1番（高校数学。平方根を含む数の有理化の問題）

問い：{\displaystyle {\frac {2+{\sqrt {2}}}{{\sqrt {2}}+1}}}を簡単にせよ。
答え：分子を共通因数{\displaystyle {\sqrt {2}}}でくくると、{\displaystyle 2+{\sqrt {2}}={\sqrt {2}}({\sqrt {2}}+1)}
これによって分母と分子を{\displaystyle {\sqrt {2}}+1}で約分できる。
従って{\displaystyle {\frac {2+{\sqrt {2}}}{{\sqrt {2}}+1}}={\frac {{\sqrt {2}}({\sqrt {2}}+1)}{{\sqrt {2}}+1}}}
{\displaystyle ={\sqrt {2}}}
- 2番 （高校数学。三角関数に関する問題）

問い：{\displaystyle \sin \theta ={\sqrt {3}}\cos \theta }であるとき、{\displaystyle \sin \theta }と{\displaystyle \cos \theta }の値を求めよ。
答え：{\displaystyle {\frac {\sin \theta }{\cos \theta }}=\tan \theta }なので、

{\displaystyle {\frac {\sin \theta }{\cos \theta }}={\sqrt {3}}}
{\displaystyle \tan \theta ={\sqrt {3}}}
ここから、直角を挟む2辺a,bと斜辺cについて{\displaystyle a:b:c=1:{\sqrt {3}}:2}であることがわかる。
従って、

{\displaystyle \sin \theta ={\frac {b}{c}}={\frac {\sqrt {3}}{2}}}
{\displaystyle \cos \theta ={\frac {a}{c}}={\frac {1}{2}}=0.5}

なお、本問では{\displaystyle \theta }の変域が限定されていないので、厳密には

{\displaystyle \sin \theta =\pm {\frac {\sqrt {3}}{2}},\cos \theta =\pm {\frac {1}{2}}=\pm 0.5}（複号同順）

が正答である。
- 3番（これも、高校で習う三角関数のグラフについての問題）

問い：{\displaystyle \eta =\cos(\theta +{\frac {\pi }{2}})}のグラフを書け。
答え：{\displaystyle \eta =\cos \theta }のグラフは
{\displaystyle 0}から{\displaystyle \pi }の範囲では1から0を経過して-1に達する。
これに対して{\displaystyle \theta +{\frac {\pi }{2}}}であるから、グラフは-方向に{\displaystyle {\frac {\pi }{2}}}ずれることになる。
従って、そのグラフは同じ範囲では0から-1を経てまた0に達し、その後に1に達するものとなる。
また、{\displaystyle \eta =\cos \theta }を{\displaystyle \theta }方向に{\displaystyle -{\frac {\pi }{2}}}平行移動したものになる。

## 録音した歌手
- ペギー葉山、ひばり児童合唱団（1974年6月にキングレコードから発売されたLP『NHKみんなのうたより VOL.10』(SKM-2177) に収録）
- 宍倉正信、ひばり児童合唱団（ポリドール版カバー。1976年発売『NHKみんなのうたより はじめての僕デス』(MQ-1020)収録）
- のこいのこ、コーラルエコー（キャニオン版カバー。1976年発売『NHKみんなのうたより ゴクロウサン』(E-1026)収録）
- 大杉久美子（東芝版カバー。1977年発売『NHKみんなのうたより ユミちゃんの引越し』(TC-50066)収録）
- 真理ヨシコ、NHK東京放送児童合唱団（日本コロムビア版カバー。1977年発売『NHKみんなのうた ひげなしゴゲジャバル』(CW-7138)収録）
- 立川清登

## CD
- 『ペギー葉山のみんなのうた』（第10曲）：KICX-833（キングレコード、2012年8月）– 2012年に歌手生活60周年を迎えるペギー葉山が、NHK『みんなのうた』で歌った楽曲を集めた企画アルバム（当該曲のほか新規録音も含む）[4]。